# Категория Примера Б
Категория Примера Б (на испански: Categoría Primera B) е втората дивизия на колумбийския професионален футбол. По силата на договора за спонсорство с производителя на безалкохолни напитки Постобон тя е известна и като Торнео Постобон (Torneo Postobón). Провежда се от 1991 г.

## История
В първия сезон на Категория Плимера Б през 1991 г. участват десет отбора: Академия Боготана, Алианса Янос, Атлетико Буонавентура, Атлетико Уила, Депортиво Армения, Депортиво Династия, Депортиво Рионегро, Ел Кондор, Енвигадо и Кортулуа. Енвигадо печели първенството. През годините броя на участниците се мени постоянно - 12 през 1992 г., 14 от 1993 до 1996 г., 16 от 1996 до 2001 г., 27 през 2002 г. (14 от „истинската“ втора дивизия и 13 дублиращи отбора на тимове от първа дивизия), 17 през 2003 г., 18 от 2004 до 2014 г. и 16 от 2015 г. Последното намаление на броя на отборите се прави заради отлива на фенове в Категория Примера А след като от нея изпадат няколко от отборите с големи традиции, а тяхното място е заето от сравнително нови отбори с по-малко запалянковци. Затова два тима от Примела Б, определени посредством турнир с участието на осем от традиционните отбори, закотвили се във втора дивизия, от 2015 г. ще преминат в Примера А.

## Формат
Първенството се състои от два полусезона – Апертура и Финалисасион. Във всеки от тях отборите играят по веднъж срещу всеки противник, тоест има 17 кръга, като има и допълнителен дерби кръг, в който всеки отбор играе срещу своя най-голям местен съперник. След края на всеки редовния сезон в Апертура, първите осем отбора се класират на четвъртфинал, където на елиминационен принцип с мачове на разменено гостуване определят отбора, който печели турнира Апертура. След края на редовния сезон във Финалисасион, първите осем отбора се разделят в две групи от по четири отбора и играят мачове помежду си при разменено гостуване. Завършилите на първо място играят финал при разменено гостуване, за да определят победителя в турнира Финалисасион. На края на годината победителите в Апертура и Финалисасион определят шампиона на Категория Примера Б (за разлика от Примера А, където за шампиони на страната се считат отборите спечелили Апертура и Клаусура). Шампионът печели промоция в Категория Примера А, а а вицешампионът играе бараж за влизане срещу предпоследния в специалното класиране на първа дивизия, обхващащо мачовете от последните три сезона. Последният в това класиране изпада директно. От 2002 г. отбори от Категория Примера Б не изпадат в (междувременно спрялата да съществува) Категория Примера Ц. През годините формата на надпреварата е променян неколкократно, така например е имало случаи, в които отборите във всеки полусезон са боли разделяни на две групи на регионален принцип.

## Отбори през 2014 г.
| Отбор                | Град          | Стадион                  |
| -------------------- | ------------- | ------------------------ |
| Америка де Кали      | Кали          | Паскуал Гереро           |
| Атлитико Букараманга | Букараманга   | Алфонсо Лопес            |
| Баранкиля            | Баранкиля     | Ромелио Мартинес         |
| Богота               | Богота        | Метрополитано де Течо    |
| Валедупар            | Валедупар     | Армандо Маестре Павахеау |
| Депор                | Кали          | Паскуал Гереро           |
| Депортес Киндио      | Армения       | Сентенарио               |
| Депортиво Перейра    | Перейра       | Ернан Рамирес Вийегас    |
| Експресо Рохо        | Хирардот      | Луис Антонио Дуке Пеня   |
| Кортулуа             | Тулуа         | Досе де Октубре          |
| Кукута Депортиво     | Кукута        | Хенерал Сантандер        |
| Леонес               | Бейо          | Тулио Оспина             |
| Реал Картахена       | Картахена     | Хайме Морон Леон         |
| Реал Сантандер       | Флоридабланка | Алваро Гомес Уртадо      |
| Унион Магдалена      | Санта Марта   | Федерико Серано Сото     |
| Университарио Попаян | Попаян        | Сиро Лопес               |
| Хагуарес де Кордоба  | Монтерия      | Мунисипал де Монтерия    |
| Янерос               | Вилявисенсио  | Мануел Кайе Лобмана      |

## Шампиони
| Година    | Шампион              |
| --------- | -------------------- |
| 1991      | Енвигадо             |
| 1992      | Атлетико Уила        |
| 1993      | Кортулуа             |
| 1994      | Депортес Толима      |
| 1995      | Атлетико Букараманга |
| 1995/1996 | Кукута Депортиво     |
| 1996/1997 | Депортиво Уникоста   |
| 1997      | Атлетико Уила        |
| 1998      | Депортиво Пасто      |

| Година | Шампион                |
| ------ | ---------------------- |
| 1999   | Реал Картахена         |
| 2000   | Депортиво Перейра      |
| 2001   | Депортес Киндио        |
| 2002   | Сентаурос Вилявисенсио |
| 2003   | Бояка Чико             |
| 2004   | Реал Картахена         |
| 2005   | Кукута Депортиво       |
| 2006   | Ла Екидад              |
| 2007   | Енвигадо               |

| Година | Шампион             |
| ------ | ------------------- |
| 2008   | Реал Картахена      |
| 2009   | Кортулуа            |
| 2010   | Итагуи Дитайрес     |
| 2011   | Депортиво Пасто     |
| 2012   | Алианса Петролера   |
| 2013   | Униаутонома         |
| 2014   | Хагуарес де Кордоба |
| 2015   |                     |
| 2016   |                     |

### По брой титли
| Титли | Отбор |
| ----- | --- |
| 3     | Реал Картахена |
| 2     | Атлетико Уила, Кукута Депортиво, Енвигадо, Кортулуа, Депортиво Пасто |
| 1     | Депортес Толима, Атлетико Букараманга, Депортиво Уникоста, Депортиво Перейра, Депортес Киндио, Сентаурос Вилявисенсио, Бояка Чико, Ла Екидад, Итагуи Дитайрес, Алианса Петролера, Униаутонома, Хагуарес де Кордоба |